# Kabney

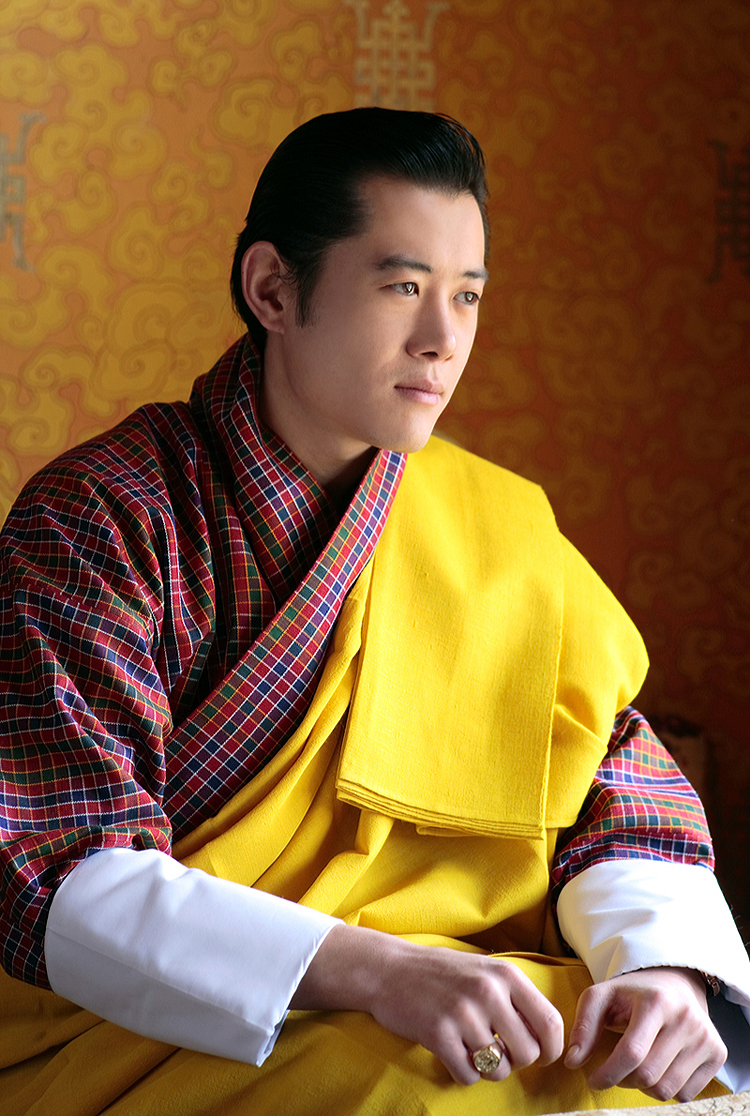
O monarca butanês Jigme Khesar Namgyel Wangchuck vestindo um kabney na cor açafrão.

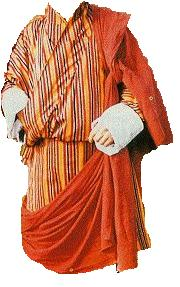
Gho com kabney laranja.

O kabney (Dzongkha: བཀབ་ནེ་; Wylie: bkab-ne) é um cachecol de seda usado como parte do gho, a tradicional vestimenta masculina no Butão.
É feito em seda, normalmente 0,90m x 3,00m com franjas. O kabney é usado sobre o tradicional casaco gho; vai do ombro esquerdo ao quadril direito e é vestido em ocasiões especiais ou quando se visita um dzong. Kabney também é chamado bura, que significa "seda".
O uso do gho e do kabney é promovido no Butão como parte do driglam namzha (or driklam namzhak), o código oficial de comportamento e vestimenta do país. O gho é obrigatório para os meninos em idade escolar e os funcionários públicos. A vestimenta tradicional feminina é chamada kira. Um rachu é usada sobre a kira.

## Cores
A posição de quem usa estabelece a cor do kabney:
- Açafrão: usada pelo Druk Gyalpo (rei) e pelo Je Khenpo (abade-chefe);
- Laranja: para os Lyonpos (ministros e funcionários do governo)[2];
- Vermelho: para Dashos (os homens da família real butanesa e altos oficiais do governo)[2];
- Verde: para juízes;
- Azul: para os membros do parlamento[7];
- Branco com listras vermelhas: para os gups (presidentes dos 205 gewogs, os grupos de vilas butanesas).[8]
- Branco: para os cidadãos em geral.[9]